# Намедни. Наша эра (серия книг)
«Намедни. Наша эра» — книжный проект Леонида Парфёнова, который возник на основе документальных телециклов «Намедни 1961—2003. Наша эра» и «Нмдни».
Формат издания представляет собой изображение различных феноменов советской и российской истории.
На данный момент серия состоит из 11 томов: 6 из них по десятилетиям (1961—1970, 1971—1980, 1981—1990, 1991—2000, 1931—1940, 1921—1930, расположены по дате выхода), 1 — за 15-летний период (1946—1960) и 4 — за 5-летний (2001—2005, 2006—2010, 2011—2015, 2016—2020). Последний том, посвящённый 2016—2020 годам, вышел зимой 2024 года.

## История создания
Работа над книгой началась в 2007 году. Материалы для издания автор собирал с помощью друзей, знакомых и многочисленных читателей дневника в «Живом журнале». В этих целях было создано специальное сообщество «Образы утраченного времени». Часть фотографий извлечена из личного архива Леонида Парфёнова. Тематически книжный проект «Намедни» существенно шире телевизионного: два тома охватывают периоды, которые в телевизионную версию не вошли вовсе — с 2004 по 2010 годы.

…В книге собрано намного больше информации, чем было в телепроекте. Объём текста раз в пять больше. Телевидение сильно ограничивала вялая, старая кинохроника. Кроме того, в издании есть ряд тем, которых не было в телепроекте вообще: от диафильмов — до побега Рудольфа Нуреева…
— Леонид Парфёнов
Первый том (1961—1970) вышел 11 ноября 2008 года. Четырёхтомник оказался настолько успешным, что в конце 2010 года Леонид Парфёнов начал работу над 5-м томом, рассказывающем о 2000-х годах.
25 ноября 2011 года в Москве в киноконцертном зале «Мир» состоялась презентация 5-го тома, посвящённого периоду 2001—2005 годов.
15 марта 2013 года состоялась презентация 6-го тома (2006—2010) в книжном магазине «Москва» на Тверской.
30 октября 2014 года состоялась презентация «нулевого тома» (1946—1960) в Торговом доме «Библио-Глобус».
8 ноября 2016 года в интервью «Русской службы „BBC“» Леонид Парфёнов сообщил, что заканчивает работу над 8-м томом, посвящённым периоду 1930-х годов, выход которого планировался в 2017 году. И в итоге «минус первый» том (1931—1940) вышел в сентябре 2017 года.
Предполагалось, что после тома о 1930-х годах Леонид Парфёнов продолжит работать над 9-м (по нумерации — 7-м) томом (2011—2015), но 26 ноября 2017 года в интервью Евгению Киселёву он сообщил, что следующим томом в этой серии будет том «минус второй» (1918—1930) и он (предположительно) выйдет в 2019 году. Но при этом, ещё 2 октября того же года в интервью «Русской службы „BBC“» он сообщил, что продолжает работу над томом о 2011—2015 годах. 6 апреля 2020 года в прямом эфире своего блога «Парфенон» Парфёнов анонсировал выход тома 1921—1930 на осень 2020 года. А свою задержку в работе над томом он объяснил занятостью в связи с другими своими проектами. Презентация книги, посвящённой 1920-м годам, состоялась в декабре 2021 года.
4 декабря 2022 года Леонид Парфёнов представил переиздание тома, посвящённого 1960-м годам. Издание дополнено новыми событиями и новыми фотографиями, не отображёнными в издании 2008 года.

## Содержание томов

### Том −2. 1921—1930
1921
| - Договор с Ататюрком - Капабланка - Госстрах - Кронштадтское восстание - Русская православная церковь за границей. Карловацкий собор - X съезд. «Рабочая оппозиция» - 8 марта - Комуниверситет трудящихся Востока - Беспризорники - «Смена вех» - Жилтоварищества. ЖАКТ - Дело Таганцева. Расстрелян Гумилёв - Автономия в Крыму - Госплан | - Советско-британское торговое соглашение - Эсперанто - Крестьянские восстания. Тамбовское. Антоновщина. Западно-Сибирское - Нэп - Учебник истории Покровского - Барон Унгерн - Советское Закавказье. ЗСФСР - Умер Блок - Голод в Поволжье - Детский театр Наталии Сац. ТЮЗ - Горький за границей - Независимая Ирландия - Журнал «Каторга и ссылка» |

1922
| - Эмигрировал Шаляпин - Конференция в Генуе. Рапалло - Театр Вахтангова. «Принцесса Турандот» - Главлит - Обновленцы - Дальний Восток — советский. Конец Гражданской войны - «Философский пароход» - Изъятие церковных ценностей - Филонов - Кулаки - Генсек Сталин - Есенин женился на Дункан | - Пионеры - Эйнштейн - Раскопана гробница Тутанхамона - Муссолини - Русское зарубежье - Ленин болен - Моссельпром - ГОЭЛРО - Образование СССР - Денежная реформа. Советский червонец - Блатные песни. «Мурка». «С одесского кичмана». «Гоп со смыком» |

1923
| - Соловецкий лагерь - Алексей Толстой вернулся - «Динамо» - Всероссийская сельскохозяйственная и кустарно-промышленная выставка - Убит Воровский - «Левая оппозиция» - «Добролёт» / «Аэрофлот» - Ультиматум Керзона - «Синяя блуза» - Пролетарские писатели и «попутчики» - Попытка революции в Германии | - ОГПУ - Латинизация алфавитов - Мейерхольд - Трамвайный кризис в столицах - «10 дней, которые потрясли мир» - Баталист Митрофан Греков - Номенклатура - «Купите бублички» - Ликбез - «Пивной путч» |

1924
| - Социалистическая Монголия - «Кирпичики» - Зощенко - Умер Ленин. Мавзолей. Премьер Рыков. «Ленинский призыв». Ленинград - «Только раз бывает в жизни встреча». «Дорогой длинною» - Признание СССР - Чарли Чаплин - Эрнст Тельман. «Рот Фронт» | - Размежевание в Средней Азии - «Конармия». Будённый против Бабеля - Екатеринбург переименован в Свердловск - Поэма Маяковского «Владимир Ильич Ленин» - «Письмо к съезду» - АМО-Ф-15 - Наводнение в Ленинграде - Бухарин |

1925
| - Броненосец «Потёмкин». Эйзенштейн - «Артек» - Убит Котовский - Водка «рыковка» | - Город Сталин(о). Сталинград - Отставка Троцкого из армии. Ворошилов сменил Фрунзе - Союз безбожников - Самоубийство Есенина |

1926
| - Отставки Зиновьева и Каменева. Киров во главе Ленинграда - Всеобщая стачка в Великобритании - «Гренада» - Пикфорд и Фэрбенкс в СССР - «Дни Турбиных» - «Чубаровщина» - Советское фото | - Убит Петлюра - Фильм «Мать» - Микоян - Ленин на броневике - Дипкурьеры Нетте и Махмасталь - Шостакович |

1927
| - Чан Кайши разгромил коммунистов - Алехин — чемпион мира по шахматам - Декларация митрополита Сергия - «Разгром». Фадеев - Телефоны-автоматы - Угроза войны. Ноты Чемберлена. Разрыв отношений с Великобританией - «Булыжник — оружие пролетариата» | - Убит Войков - Разгром «левого уклона» - Осоавиахим - Фильм «Октябрь» - Сакко и Ванцетти - Куйбышев |

1928
| - Сталин в Сибири - «12 стульев» - «Шахтинское дело» - Орден Трудового Красного Знамени - Экспедиция Нобиле. «Красная палатка» | - «Тихий Дон». Шолохов - Открытие пенициллина - Пакт Бриана — Келлога - Довженко - Центросоюз Ле Корбюзье |

1929
| - Дзига Вертов - Запрещена новогодняя ёлка - Разгром «правого уклона» - Советский джаз. Цфасман. Утёсов - Варшавская авиаконвенция | - Конфликт на КВЖД - Вузовцы. Рабфаки - Индустриализация. Первая пятилетка. «Год великого перелома» - Великая депрессия - Конструктивизм |

1930
| - Орджоникидзе - Орден Ленина. Орден Красной Звезды - В Париже похищен генерал Кутепов - Турксиб - Застрелился Маяковский - Премьер Молотов - Промпартия | - Первый светофор - Коллективизация. Раскулачивание. «Головокружение от успехов». МТС - Литвинов - Трудовая крестьянская партия - Соляной поход Махатмы Ганди - ГУЛаг |

### Том −1. 1931—1940
1931
| - Отмена частной торговли. Всесоюзная карточная система - Потоп в Китае - В Испании свергли монархию - Эмпайр-стейт-билдинг - В СССР запрещён Рахманинов - Ликвидация кулачества как класса - «Путёвка в жизнь» - Торгсин - «Золотой телёнок» | - 6-дневка - Физкультурные парады - Оскар Строк. Пётр Лещенко - ГТО - Япония захватила Маньчжурию - Трест «Дальстрой» - Взорван Храм Христа Спасителя - Продажа шедевров за границу - Дом правительства |

1932
| - «Магнитка». Кузнецк - «Закон о трёх колосках» - Город Горький. Улица Горького. Парк Горького - Футболка-соколка - Бараки - Каганович - Ворошиловский стрелок - «Союз марксистов-ленинцев» Рютина - Иностранцы на службе пятилетки - Мичурин | - Русский убил президента Франции - Вичугский бунт - «ГАЗ» - Паспорт. Прописка - Днепрогэс - Заслуженный художник Бродский - Комсомольск-на-Амуре - Пионер Павлик Морозов - Циолковский - Смерть Аллилуевой |

1933
| - Рузвельт. «Новый курс» - Домработницы - Гитлер пришёл к власти - Поджог Рейхстага. Лейпцигский процесс - Чистка - Люди в белом - Голодомор - «Детгиз» | - Тюбетейки - Дворец Советов - Советские трактора - Всесоюзная здравница Сочи - Беломорканал - Нобелевский лауреат Бунин - «Крокодил». Мих. Кольцов - Автопробеги |

1934
| - Берет - Еврейская АО - Разбился «Осоавиахим-1» - Сталинская архитектура - XVII съезд - Челюскинцы. Звание «Герой Советского Союза» - НКВД СССР. Нарком Ягода - I съезд писателей. Соцреализм. Литинститут | - «Весёлые ребята» - Капица оставлен в СССР - Киев — столица Украины - «Как закалялась сталь» - Убит Киров - «Чапаев» - Радиофикация. Говорит Левитан - «Я кукарача, я кукарача!» |

1935
| - Стаханов. Стахановцы - «Сталинка» - Московское метро - Катастрофа самолёта «Максим Горький» - Офицерские звания в армии. Маршалы Советского Союза - Парк культуры и отдыха. Девушка с веслом - Генплан Москвы | - Дядя Стёпа - «Жить стало лучше, жить стало веселее» - «Лучший, талантливейший поэт» - Расовые законы в Германии - Кремлёвские звёзды - Ёлка |

1936
| - «Сумбур вместо музыки» - Год трёх британских королей - Карандаш - Приезды иностранных писателей - Италия захватила Эфиопию - Народный артист СССР - Олимпийские игры в Германии - «Широка страна моя родная» - Первый московский процесс - «ЗИС-101» | - Аборты запрещены - Гражданская война в Испании - «Спасибо товарищу Сталину за наше счастливое детство!» - Ежов - Вернулся Прокофьев - Телефонизация - Чемпионат СССР по футболу - Сталинская Конституция - Козин |

1937
| - «Вредительская» перепись - Изабелла Юрьева - «Красный граф» Толстой - Юбилей Пушкина - «Рио-Рита» - Служба точного времени - Смерть Орджоникидзе - Катастрофа «Гинденбурга» | - Большой террор - Из эмиграции привезён Куприн - Ленин и Сталин в кино - Всемирная выставка в Париже. «Рабочий и колхозница» - «Сталинские соколы» - Верховный Совет СССР - Ось Берлин — Рим — Токио - «Утомлённое солнце». «Неудачное свидание» |

1938
| - Аншлюс Австрии - Герой Социалистического Труда - Бои у озера Хасан - Станция «Северный полюс». Папанинцы - «Александр Невский» - «Краткий курс истории ВКП(б)» - «Если завтра война» | - Вождь Украины Хрущёв - Дачи - «Катюша» - Мюнхенское соглашение - Збоншинское выдворение. «Хрустальная ночь» - Берия |

1939
| - ВСХВ/ВДНХ - Телевещание в СССР - Халхин-Гол - Пакт Молотова — Риббентропа. Договор о дружбе и границе - Нападение Германии на Польшу. Вторая мировая война | - Польский поход Красной армии. Присоединение Западной Украины и Западной Белоруссии - 60-летие Сталина. Сталинская премия - «Подкидыш» - Открытие деления ядра урана - Война с Финляндией |

1940
| - Присоединение Бессарабии и Северной Буковины. Молдавская ССР - «Тимур и его команда» - «Великий диктатор» - Ужесточение дисциплины - Захват Прибалтики - Плата за старшие классы и вузы. Государственные трудовые резервы | - «КИМ-10» - Убит Троцкий - Гитлер оккупировал Данию, Норвегию, Нидерланды и Бельгию. Разгром Франции - Молотов у Гитлера - Битва за Британию |

### Том 0. 1946—1960
1946
| - Запрещена песня «Враги сожгли родную хату» - «Необыкновенный концерт» - Приговор в Нюрнберге. Трибунал в Токио - «Москвич-400». «Победа» - Советская армия вместо красной. Демобилизация. Опала Жукова - Агитбригады - «В окопах Сталинграда» - Трофеи - Запрещён фильм «Иван Грозный» - «ГАЗ-51» - Министры вместо наркомов - Футбол - Холодная война - Боты. Бурки - ООН - На стихи Фатьянова | - Нехватка мужчин - Постановление по журналам «Звезда» и «Ленинград» - Басни Сергея Михалкова - Умер Калинин - Калининградская область - Восстановление народного хозяйства - Репатриация - «Василий Тёркин» - Бандитизм - Хуан и Эвита Перон - Трофейное кино - Инвалиды - Симонов - Золотые зубы - Грузинская кухня — «царская» в СССР |

1947
| - МиГ-15 - Восстановление Петродворца - «Весна» - Соцлагерь - Голод - Бунчиков и Нечаев - Бильярд | - Отмена карточек. Снижение цен. Денежная реформа - Кепка - Независимая Индия - Эскимо - 800-летие Москвы - Америка в Европе. План Маршалла. Доктрина Трумэна - Юла |

1948
| - Постановление об опере «Великая дружба». Формалисты Шостакович и Прокофьев - Крепдешиновое платье - Ботвинник - «Молодая гвардия» - Убит Михоэлс. Ликвидирован ЕАК - Добрососедская Финляндия - Землетрясение в Ашхабаде - Лемешев. Козловский - Безродные космополиты. «Россия — родина слонов» - Габардин - Создание Израиля. Посол Голда Меир - Костюм из бостона | - Василий Сталин - Мир с церковью - «Лесные братья» - Академия художеств. Ликвидирован ГМНЗИ. Жанровая живопись - Бандит Тито - Русланову посадили - Мирный уют - Советский чай - Сессия ВАСХНИЛ. Академик Лысенко - Блокада Западного Берлина - «Берёзка» - Сталинский план преобразования природы |

1949
| - Ан-2 - Кружева и вышивки - ФРГ/ГДР - «Кубанские казаки» - Перманент - Закрыт Камерный театр - Воин-освободитель - Шашки - «Ленинградское дело» - «ПАЗ»/«КАвЗ» - НАТО - Советская атомная бомба - Борьба за мир | - Дважды краснознамённый имени Александрова - Телевизор «КВН» - СЭВ - Драп - Калашников - 70-летие Сталина - Стиляги - Татуировки - Радиоспектакли - Каракулевая шуба - Дворы - Окончена гражданская война в Греции |

1950
| - Космодемьянская. Маресьев - Хоккей с мячом - «Русский с китайцем — братья навек!» - Статьи Сталина - Домино - «ЗиМ» | - Корейская война. Ким Ир Сен - Пластинки «на костях» - «Охота на ведьм». Сенатор Маккарти - Дворцы метро - Шапка-«менингитка» |

1951
| - Холодильники - Арестован Абакумов - Утёсов - Назым Хикмет - Велосипед «Орлёнок» - Малокартинье | - Конёнков - Галина Уланова - Цветное стекло - «Мингрельское дело» - Кукрыниксы. Бор. Ефимов |

1952
| - Цирк — важнейшее из искусств - Воды Лагидзе - Юбилей Гоголя - Волго-Дон - Поль Робсон | - Книга о вкусной и здоровой пище - Высотки - Первая Олимпиада - Реалистические мультфильмы - XIX съезд ВКП(б)/КПСС |

1953
| - Дело врачей. Лидия Тимашук - Пабло Неруда - «ГАЗ-69» - Умер Сталин - Кружки - «Врачи-убийцы» освобождены - Преемник Маленков - ГУМ открыли - Об искренности в литературе | - Берлинское восстание - Берия ликвидирован - «Золотая молодёжь» - Сельхозреформа - Комиссионки - Амнистия. Бунты политических в ГУЛаге - Хрущёв — первый секретарь ЦК - Водородная бомба |

1954
| - Крым передали Украине - Незнайка - Приёмник «Москвич» - Гилельс - 300-летие воссоединения Украины с Россией - Шульженко - Начало реабилитации - Целина | - Обнинская АЭС - «Бродяга». Радж Капур - Эренбург. «Оттепель» - Пионеры-герои - Эстрадные дуэты - Тоцкие учения - Чемпионы мира по хоккею с шайбой |

1955
| - Иван Бровкин. «Максим Перепелица» - Варшавский договор - Метро в Ленинграде - Премьер Булганин - Визит Аденауэра. Возвращение немецких пленных - Лолита Торрес - Министр обороны Жуков | - «Хинди Руси бхай бхай» - Сокращение армии - Архитектурные излишества - Уход из Австрии - Дрезденская галерея возвращена ГДР - Стрельцов - Примирение с Югославией |

1956
| - Два острова обещаны Японии - Производственная гимнастика - Рыбников - XX съезд. Доклад Хрущёва - Ту-104 - Грузия вступилась за Сталина. Расстрелы в Тбилиси - Олимпийские чемпионы по футболу - Дубна - «Современник» - Карело-Финская ССР упразднена - Львовские автобусы - Оркестр Лундстрема - Ленинская премия - Застрелился Фадеев - Познанское восстание. Смена власти в Польше - Пижамы | - Дудинцев. «Не хлебом единым» - «Москвич-402». Первая «Волга» - Выставка Пикассо - Бюро ЦК КПСС по РСФСР. «Советская Россия» - Венгерское восстание - Суэцкий кризис - Смеляков - «Лужники» - Телевидение на Шаболовке - Детские журналы - Капроновые чулки - Нобелевский лауреат Семёнов - Артели прижали - Пластинка 33 1/3 - Ив Монтан |

1957
| - Новосибирский Академгородок - Доктрина Эйзенхауэра - Начало конца коммуналок - «Карнавальная ночь» - Прощены репрессированные народы - «Подмосковные вечера» - Фестиваль молодёжи и студентов - Умер Вертинский - Ледокол «Ленин» - Отказ от займов - «Антипартийная группа». Молотов, Маленков, Каганович и примкнувший к ним Шепилов | - Молотов — Пермь, Чкалов — Оренбург - «Детский мир» - Фурцева - Спутник - Отставка Жукова - Карлсон - Рашид Бейбутов. «Я встретил девушку» - Совещание компартий - Совнархозы - Издали Бунина и «Бесов» - Машинка с педалями |

1958
| - Рок-н-ролл - Концентраты - Майор Пронин - «Летят журавли» - Нижнее бельё - Бидструп. Эффель - Поэзия вышла на улицу - Обязательная восьмилетка. Средняя школа — 11 классов - Борьба с самогоном | - Ван Клиберн - Гонения на церковь - Пастернак. «Доктор Живаго» - Кипятильник - Загрантуризм - Георг Отс - Фотолюбители - Нобелевские лауреаты Черенков, Тамм и Франк - Ремарк |

1959
| - Переворот Кастро на Кубе - «Денискины рассказы» - Президент Де Голль - Ил-18 - «Судьба человека». Сергей Бондарчук - Догнать и перегнать Америку. Американская выставка. «Рязанское чудо» - Убит Бандера - Московский кинофестиваль - Диор в Москве | - Физики и лирики - КрАЗ - Магнитофон «Комета-201» - Киносказки Роу - «Товарищ Сталин, вы большой учёный» - Касса взаимопомощи - Дружинники - «Чайка» - Брижит Бардо «Бабетта». Марина Влади «Колдунья» |

1960
| - Рихтер - Курсы кройки и шитья - Шестидесятники - Меркадер в СССР - Сбит Пауэрс - Кибернетика - Чемпионы Европы по футболу | - Умер Пастернак - Ойстрах - Белка и Стрелка - Хрущёв с ботинком в ООН - Робертино Лорети - Кофе вернулся - Бассейн «Москва» |

### Том 1. 1961—1970
1961
| - Новые деньги - Движение неприсоединения - Олег Попов - Квартиры-хрущёвки - Брумель превыше всего - Горбатый «Запорожец» - С…ка Стрелка родила - Кукуруза — «царица полей» - Плайя-Хирон - Ильф и Петров и Остап Бендер - Гагарин полетел! - Татьяна Шмыга - Никита + Жаклин, Нина + Джон - «Хотят ли русские войны?» | - Флористика - Берлинский кризис. Берлинская стена - Дело Рокотова - Нуреев сбежал на Запад - Титов — космонавт № 2 - Годы Африки - Туфли на шпильках - «Человек-амфибия» - XXII съезд КПСС: коммунизм и антисталинизм - Дворец съездов - Сталина вынесли из Мавзолея - Вицин—Никулин—Моргунов - Братская ГЭС |

1962
| - «Голубой огонёк» - Джон Гленн — Гагарин Америки - Мода на Антарктиду и пингвинов - 150 лет дню Бородина - Поручик Ржевский - Поёт Муслим Магомаев - Большой театр в Америке - Прима Плисецкая - «Ракета» — «Метеор» — «Комета» - Повышение цен на мясо - Расстрел в Новочеркасске - Гаприндашвили — мать грузинских шахмат - Хула-хуп | - МКАД - Радиостанция «Юность» - Карибский кризис - Секретные герои - Шпион Пеньковский - Молоко в пакетах, а также в бутылках и бочках - Александр Солженицын. «Один день Ивана Денисовича» - Скандал на выставке в Манеже. Встречи с интеллигенцией - «Волга ГАЗ-21» без оленя - Ландау — нобелевский лауреат - Английский — главный иностранный - Стравинский в СССР |

1963
| - Куба — любовь моя! - Химия - Журнал «Юность» - КВН - Московский лауреат «8½» - Валентина Терешкова - Твист - Бог — это смешно - Дворцы бракосочетаний - Плащ-болонья - «А у нас во дворе» - Ботвинник — не чемпион | - Югославия снова братская - В Америке бьют негров. Поход Кинга на Вашингтон - Полиэтилен - СССР поссорился с Китаем - Лев Яшин - Новая школьная форма - Туризм с рюкзаком - Пьеха и Кристалинская мечтают о счастье - Зерно из-за границы - Крашеные волосы - Убили Кеннеди - Новая обстановка |

1964
| - Скобликова: 4Х4 - Искусственный мех - Белоусова и Протопопов - Пахмутова: пахнуло хвоей - Зорге — первый шпион - Андрей Вознесенский - Пенсии колхозникам - «Я шагаю по Москве» - «К-700» и «ДТ-75» - Вы слушаете «Маяк» - Театр на Таганке - Герой Насер - Борьба с тунеядцами. Сослали Бродского - «Спокойной ночи, малыши!» | - Сняли Хрущёва - Брежнев и Косыгин - Нейлоновые рубашки - Аджубей в отставке - Нефтепровод «Дружба» - Часы «Ракета» - Жаботинский победил Власова - Финляндия — лучшая капстрана - Летка-енка - Гамлет-Смоктуновский - Окуджава - Дикие звери как домашние - Нобелевская премия — Басову и Прохорову |

1965
| - Эдуард Хиль - «Спидола» и «Альпинист» - Студенчество как класс - «Операция „Ы“». Герой Шурик - Автоматы в торговле - Подгорный вместо Микояна - Леонов в открытом космосе - Мини-юбки - Новая авиация - Индо-пакистанский инцидент - Евтушенко — главный поэт - Вьетнам как Куба - Скороварка - Пеле против СССР | - Софи Лорен - Мотоциклы «Иж Планета» и «Иж Юпитер» - Косыгинские реформы - Зыкина — самая народная - Сергей Смирнов. «Брестская крепость» - 20 лет Победы - Битломания в СССР - День учителя - Стрельцов снова играет - Шолохов — нобелевский лауреат - Телевизор «Электрон» - Мохер - Кучинская: молодая гимнастика |

1966
| - Цирк на льду - Мир между Индией и Пакистаном. Дорогая Индира Ганди - Синявский и Даниэль - 8 марта — выходной - ЭВМ - Як-40 - Культурная революция. Хунвэйбины - Мелиорация - Кабачок «13 стульев» - Кижи. ВООПИК. Солоухин | - Землетрясение в Ташкенте - XXIII съезд: Политбюро и Генсек - «Ушастый» сменит «горбатого» - Кинобум - Станции «Луна» - Де Голль в СССР - Борьба с хулиганством - Деревенская проза - Янтарь |

1967
| - «Мастер и Маргарита» - Погиб Комаров - Родина-мать - Высоцкий в фильме «Вертикаль» - Пятидневная рабочая неделя - Чтец Юрский - Разгром группы Шелепина - Кримплен - Андропов и его КГБ - «Неуловимые мстители» - Шестидневная война. Израильская военщина - Останкино. Цветное ТВ - Модная фамилия — Экзюпери - «Кавказская пленница» | - По сравнению с 1913 г. - 50 лет Октября. «Развитой социализм» - Трилогия в «Современнике» - Знак качества - Школьные олимпиады - Убит Че - Могила Неизвестного Солдата - Андроников - Крымские татары - «Кармен-сюита» - Два года в армии. Дедовщина - «Литературная газета» - «ЭКСПО-67» - «Москвич-412» |

1968
| - Вьетнам: война в разгаре - «Вьетнамки» - «Мёртвый сезон» - Гагарин погиб - Индейцы ГДР. Гойко Митич - Пражская весна - Программа «Время» - Вяжем сами - Полёты СССР—США - «В мире животных» - Сличенко - Анекдоты про Чапаева - Грушинский фестиваль. КСП - Олимпиада в Мехико - Давид Тухманов. «Миньон дерзаний» - Народные промыслы | - Калининский проспект - Фантомас - Убили второго Кеннеди - Женские брюки - Ввод войск в Чехословакию - Доктрина Брежнева - Выход на площадь - Как говорит Райкин - Бунт студентов во Франции - Хемингуэй - Комсомолу 50 - Самиздат - Автобусы «Икарус» - «Война и мир» Бондарчука - Бадминтон |

1969
| - «Анжелика» - Водолазки - БелАЗ - Покушение на Брежнева - Доронина - Мумиё - Тур Хейердал на «Ра» - Гостиница «Россия» - Марк Бернес. Последние песни - Спасение Пизанской башни - Новая школьная программа - Хоккей с чехами - Сопротивление в Чехословакии - Священный Байкал | - Диафильмы - Остров Даманский - «Ставка больше, чем жизнь». «Четыре танкиста и собака» - Роднина - Курятина - Американцы на Луне - Стройотряды - «Бриллиантовая рука» - ГСВГ — Группа советских войск в Германии - Барышников и Сабирова - Субботник - Северная Ирландия - Мемуары Жукова - Мультфильмы для детей и взрослых |

1970
| - Балет «Спартак» - ТВ главнее радио - Перепись населения - Шесть соток - «Смена-8М» - Звёзды конкурса Чайковского - Киноэпопея «Освобождение» - 100-летие Ленина - «ГАЗ-24» — новая «Волга» - 2500 лет Самарканду - Разгром «Нового мира» - «Восточная политика» Брандта - Журнал «Квант» - Парики | - Чеканка - Фурцева назначила Ефремова во МХАТ - «Спортлото»: 6 из 49 - «А ну-ка, девушки!» - Угнали Ан-24 - «Луноход» - Дефицит обуви - Нобелевская премия Солженицыну - Хорошие белые - «Адъютант его превосходительства» - «Белое солнце пустыни» - «Русское поле» - «Служили два товарища» - «Бег» |

### Том 2. 1971—1980
1971
| - Смена власти в Польше и ГДР - Клоун Енгибаров - Бобочка - Новый год — главный праздник - Наше шампанское — 100 - Дин Рид - Часы театра Образцова - Магазины самообслуживания - «Жигули» - Погибли трое космонавтов - Есенин как Пушкин | - Еврейская эмиграция - Французские духи. Французский шик - Эпоха застоя - Анджела Дэвис - Почтовые индексы - Злобинский метод - Алексеев — самый сильный - Кола Бельды - «Фитиль» - Золотое кольцо |

1972
| - «Песня года» - «Радионяня» - Фишер — чемпион мира - Борьба с пьянством - «От всей души» - Никсон в Китае и СССР - Змеиный яд - Олимпиада в Мюнхене - Турищева — Борзов — баскетбол - 7 золотых Спитца - Захват заложников - Дефицит колбасы - Павлова и Годунов - Анекдоты про чукчу | - Разрыв с Египтом. Предатель Садат - Новые нормы ГТО - «Джентльмены удачи» - «Огурцы», «платформы», «клёши» - Суслов — номер два - Антисоветчик Галич - Хоккей с канадцами - 50 лет СССР - Вулкан Алаид - «Ну, погоди!» - Прапорщики и мичманы - Погиб Виктор Чистяков - Засуха - Поездки на картошку |

1973
| - Грузинские короткометражки - Будённый-90 - «Большая перемена» - Каток «Медео» - Ольга Корбут — «чудо с косичками» - Новые партбилеты - Победа во Вьетнаме - «Семнадцать мгновений весны» - 1 000 000 000 пудов зерна - Визбор: «Милая моя» и роль Бормана - Самый страшный диагноз: рак - Громыко - Автосервис - «Соло для часов с боем» - Военный переворот в Чили - «Библиотека современной фантастики» | - Брежнев в Америке. Разрядка - Шабашники - Музшкола «по классу ф-но» - Письма против Сахарова - Снегоход «Буран» - Баптисты - Война Судного дня - Мировой нефтекризис - Тюменская нефть - Максимова и Васильев - «Очевидное — невероятное» - Отдых в Прибалтике - Аркадий Северный — король блатняка - «Козёл»: «УАЗ-469» вместо «ГАЗ-69» - Выставка Тутанхамона - «Песняры» |

1974
| - Хазанов - «Революция гвоздик» в Португалии - Мяса в провинции нет - «Архипелаг ГУЛАГ» - Выслали Солженицына - «Золотая шайба» - Современная архитектура Литвы - «Калина красная» - Смерть Шукшина - Раскол Кипра. Архиепископ Макариос - Супертанкер «Крым» - Мы с тобой, Чили! | - Надя Рушева - Погашение госзаймов - БАМ - «Высокий блондин» - «Уотергейт» - ВИА. Вокально-инструментальные ансамбли - Нечерноземье - Привезли «Джоконду» - «9-я студия» - «Бульдозерная выставка» - Напряжение 380/220 вольт - Цепочки, перчатки, колечки из нефрита |

1975
| - «Соломенная шляпка» - Дезодоранты - Карпов — Фишер - Макси и миди - «Здравствуйте, я ваша тётя!» - Смерть Франко - 9-, 12-, 16-этажки - «Что? Где? Когда?» - Лаос и Камбоджа - Тарковский. «Зеркало» - Виндсёрфинг - Совещание в Хельсинки - «Вражьи голоса» - «Союз — Аполлон» - Маврикиевна и Никитична - Книги за макулатуру | - Мопед «Верховина-5» - «Протокол одного заседания» - Перезапись на магнитофон - Пугачёва А. Б. - «Есения» - Дефицит конфет - Новые паспорта - Захват заложников в Вене - «День Победы» - Нобелевская премия — Сахарову - «Ералаш» - Норштейн. «Ёжик в тумане» - Электрический самовар - Памятник на могиле Хрущёва - «Динамо (Киев)» - Сайра в масле |

1976
| - Раиса Сметанина - «По волне моей памяти» - «КамАЗ» - «Ирония судьбы, или С лёгким паром!» - Малая Грузинская - Фирма «Океан». Рыбный день - «Утренняя почта», «Мелодии и ритмы» - Умер Мао - Золотой Серебряный век - «Зита и Гита» - Улетел МиГ-25 - «Стенка» - «38 попугаев» | - Письма трудящихся - Обменяли Корвалана - Дымчатые очки - Юрий Трифонов. «Дом на набережной» - «Вечный зов» - «Хлеба к обеду в меру бери!» - Маршал Брежнев-70. «И лично Леонид Ильич» - Новые права - Аттракцион-76. Луна-парки - «История лошади» в БДТ - Гаражи - Магазины и товары соцстран |

1977
| - Главная программа «Время» - Театры-студии - Профессия: диссидент - Кадры из ПТУ - Садистские стишки - Бормотуха - Жванецкий - «Атоммаш» - Взрыв в московском метро - Дискотеки - Брежнев — президент - Дефицит туалетной бумаги - Ту-144 - Повышение цен - «Москва-Петушки» - «Тигрис» - Высоцкий: пик славы | - Пожар в «России» - Чеки «Берёзки» - «АББА» — лучший ВИА - Дельтаплан - Новый текст гимна - «Пшеничная». «Сибирская» - Никита Михалков. «Неоконченная пьеса» - Джинсы за 150 руб. - «Нива» - Московская книжная ярмарка - Великие несоветские учёные Аверинцев, Гумилёв, Лихачёв, Лосев, Лотман - Кинороманы подростков - Брежневская Конституция - «Арктика» на Северном полюсе - НЛО над Петрозаводском - Путёвки в Болгарию |

1978
| - «Следствие ведут знатоки» - Талоны на продукты - Опять подорожание - Убийство Альдо Моро - Брежнев: орден «Победа», «Малая земля» - «Библиотека всемирной литературы» - Перебежчик Шевченко - Нейтронная бомба - «Простоквашино» - Конституция Грузии - Космонавты соцстран - Дублёнки | - Бенефисы Гурченко - Кэмп-Дэвид - Карпов — Корчной. Чибурданидзе - «Бони М» - Иоанн Павел II - Нутрия - Оркестр Поля Мориа - Выставка Глазунова - «Мимино» - Рекордные морозы - Кикабидзе и Брегвадзе поют про седину |

1979
| - Свой Шерлок Холмс - Свергли Пол Пота - Война Китая и Вьетнама - Мушкетёры. Боярский - «Метрополь» - Разбился «Пахтакор» - ОСВ-2 - Толкунова - Дефицит ресторанов - «Ятрань» - Исламская революция в Иране. Аятолла Хомейни - «Космос» - Элтон Джон и Джо Дассен в СССР | - БСЭ: третье издание - Годунов остался в США - «Место встречи изменить нельзя» - Тэтчер - Шпаро на Северном полюсе - Исторические романы. Окуджава. Пикуль - Сталин на лобовом стекле - «Обыкновенное чудо» - Сандинисты в Никарагуа - Челентано - Карате - Войска в Афганистане |

1980
| - Институт Фёдорова - Война Ирана и Ирака - Эстонская эстрада - Сахарова сослали в Горький - Афган - Волчек и Неёлова - Взрыв в Болонье - «Оргвопросы»: Горбачёв и Тихонов - Тбилиси-80 - «Машина времени» - Шереметьево-2 - Пепси-кола - Бойкот Олимпиады | - Москва-80 - Москва-80. Образцовый город - Вопреки бойкоту - Умер Высоцкий - Американские заложники - Рейган - Джуна - Хаммер-центр - Убит Леннон - Советские блокбастеры - «Пираты XX века» - «Экипаж» - «Москва слезам не верит» |

### Том 3. 1981—1990
1981
| - «Москва — Париж» - Ракеты «СС-20» и «Першинг-2» - Снова повышение цен. Водка 5.30, бензин 0.30 - Леонтьев - Американские сигареты - Двоевластие в Польше. «Солидарность» - «Динамо (Тбилиси)» - Летнее время - «Аэробус» Ил-86 - Голодовка в Белфасте - «Юнона и Авось» - «Экономика должна быть экономной» - Несуны - Студии звукозаписи - Шапки из собак | - Политические покушения - Ранен Рейган - Убит Садат - Ранен Папа Римский - Миттеран - «Волга» ГАЗ-3102 - ЛПХ — личные подсобные хозяйства - Пугачёва и Паулс - Брежнев-75 - «Шаттл» - Куртки-«аляски» - Бельмондо - Увеличены пенсии и отпуска - Военное положение в Польше - Трусики-«неделька». Минимализация белья - Шилов |

1982
| - Первым умер Суслов - Вторая общесоюзная программа. Второй телевизор в квартире - «Виртуозы Москвы» - СССР покорил Эверест - Кубик Рубика - Так победим! - Фолклендские острова - Гонения на рок и дискотеки - «Адидас» — три полоски - «Весёлые ребята» - Стройматериалы и сантехника - «Уренгой — Помары — Ужгород» - Ротару - Канцлер Коль - Палас | - Марадона. Гретцки. Каспаров - Продовольственная программа - Итальянская эстрада. Сан-Ремо - Минтай - Шаварш Карапетян - Рыбная мафия. Дело фирмы «Океан» - Уличные вернисажи - Француз в космосе. Савицкая - Монетницы - Война в Ливане. Лагеря Сабра и Шатила - Умер Брежнев - Фейсом об тейбл - Лыковы: «Таёжный тупик» - «Покровские ворота» |

1983
| - Юрий Антонов - Универмаг «Московский» - Сумки на колёсиках - Год Андропова - Борьба за дисциплину - «Андроповка» по 4 руб. 70 коп. - Щёлоков. Медунов. Рашидов - «Земляне» - Янковский - Теплоход «Суворов» - «Империя зла» | - Антисионистский комитет - Гренада - «Пацаны». «Чучело» - Дело «Главмосторга» - Саманта Смит - Сбили корейский «Боинг» - Видеопросмотры - Пластилиновые мультфильмы - МЖК - 200 лет Георгиевскому трактату - Ленинградский рок-клуб |

1984
| - «Асисяй». «Лицедеи» - Танкерная война - Перезахоронен Шаляпин - Подешевела иваси - Год Черненко - Видеомагнитофон «Электроника ВМ-12» - Смерч в Иванове - Платини - Вьетнамцы в СССР - Переброска рек | - Член КПСС Молотов - Брейк-данс - «Восьмёрка» - «Жестокий романс». Михалков: «Мохнатый шмель» - Сикхи убили Индиру - «Любовь и голуби» - Бойкот Лос-Анджелеса - Год потерь в Афганистане. «Груз 200» - Корифеи-эмигранты: Аксёнов, Любимов, Тарковский - «Трубы», «дутики», «луноходы» |

1985
| - Звёздные войны. СОИ - Памятник Ленину - «Зимняя вишня» - Найден «Титаник» - Аэробика - Ан-124 «Руслан» - Болельщики в Брюсселе - Смерть Черненко - Горбачёв - Фестиваль молодёжи и студентов - Ускорение | - «Гостья из будущего» - Старый Арбат - Хождение в народ - Запрещённое кино. Климов и Герман - «Жальгирис» - Бубка. 6 метров - Нападение на «Данаю» - Смена власти - Борьба за трезвость - Горбачёв на Западе - Карпов — Каспаров |

1986
| - Комета Галлея - Убит Улоф Пальме - Застой и перестройка - Взрыв «Челленджера» - Тетрис - Советские компьютеры - Будулай - Раиса - V съезд Союза кинематографистов - «Москвич-2141» - Кисин, Репин, Венгеров - Фестиваль в Юрмале - «Выше радуги» - Бомбёжка Ливии | - ИТД. Нетрудовые доходы - Чернобыль - Фонд культуры. Академик Лихачёв - Игры доброй воли - Станция «Мир» - «Модерн токинг» - «Адмирал Нахимов» - Комбайн «Дон-1500» - Госприёмка - Запретные книги и авторы - Сняли Кунаева. Казахский бунт «Желтоксан» - Аргентина — чемпион. Третий кубок «Динамо» - «Спрут». Комиссар Каттани - Вернули Сахарова |

1987
| - «Хлопковое дело». Арест Чурбанова. Гдлян и Иванов - Старые названия городов - Доктор Хайдер голодает - «Покаяние» - Гласность. «Московские новости» и «Огонёк» - Мода на экономистов. «Белые пятна истории» - Раздел МХАТа - Руст прилетел - Умерли Папанов и Миронов - Лимит на лимитчиков - Телемосты СССР—США. Донахью — Познер - Новое ТВ - «До и после полуночи» - «Прожектор перестройки» - «Взгляд» | - Общество «Память». Жидомасоны и русофобия - Лигачёв и Яковлев - Проза перестройки - Розенбаум - Проституция. Путаны - Спор с Тэтчер в эфире - «Ока» и «Таврия» - Perestroika & Gorby - «Архангельский мужик». «Легко ли быть молодым?» - Выборы директоров. Самофинансирование - Нобелевский лауреат Бродский - Кооперативы и СП - Гонимый Ельцин - Русская «Бурда моден» - Неформалы. Любера |

1988
| - «АССА» - Пожар в БАНе - Разрешены ксероксы - Карабах - «Сотбис» в Москве - «Буран» - «Ласковый май» - Олимпиада в Сеуле. Баскетбол—волейбол—футбол - Нина Андреева - Прибалтийские фронты - Башлачёв - ОМОН - Первый конкурс красоты - 1000-летие Крещения Руси | - «Маленькая Вера». «Интердевочка» - Привилегии бюрократов - Обличение сталинизма - Признание дедовщины. Чонкин - Заложники. Овечкины - XIX партконференция - Америка — союзница - Возвращение крымских татар - «Мыльницы» - Землетрясение в Армении - «Рабыня Изаура». Рейтинговое ТВ - Рэкет - СПИД |

1989
| - Ленинградское телевидение. «600 секунд». «Пятое колесо» - Артём Тарасов - Затонула подлодка «Комсомолец» - Вывод войск из Афганистана - Горячие точки - Джинсы-«варёнки» - Тяньаньмэнь. Горбачёв в Китае - События в Тбилиси - Забастовки шахтёров - Горбачёв и Папа - Чумак и Кашпировский | - I Съезд народных депутатов СССР - Неизвестный и Шемякин - Взрыв газа в Башкирии - Из «ЦСКА» в НХЛ - «Мемориал» - Пакт Молотова — Риббентропа - Салман Рушди - Талоны на всё - Умер Сахаров - «Гардемарины» - Крах социализма в Европе |

1990
| - «Челноки» - Табачные бунты - Нельсон Мандела свободен - События в Баку - «Так жить нельзя». Совок. Эта страна - Катынь - Без Ортеги и Пиночета - «Макдональдс» в СССР - «ТСН». «Поле чудес» - Чикатило - Коммунистическая партия РСФСР. Полозков - Массовый выезд на ПМЖ - I Съезд народных депутатов РСФСР - Цой жив! - Суверенитет на Украине. Купоны | - Легинсы и лосины - Гамсахурдия — глава Грузии - Ст.6 отменена. XXVIII съезд. Меньше социализма! - Убит о. Александр Мень - «500 дней». Явлинский - Турецкий чай - Собчак, Попов во главе столиц - Ламбада - Объединение Германии - Митьки - Нобелевский лауреат Горбачёв - Алексий II - Закон о печати - Ушёл Шеварднадзе. Пришёл Янаев - Новое радио |

### Том 4. 1991—2000
1991
| - Зажим гласности в эфире - Чай в пакетиках - Премьер Павлов. Обмен 50 и 100 руб. - Попытки переворотов в Литве и Латвии - Товарный кризис. Гуманитарная помощь - Русский шансон - «Буря в пустыне» - Референдум о судьбе СССР - Социализма нет. Хонеккер в СССР - Двоевластие в России - Виктюк. «М. Баттерфляй» - Российское телевидение - Мощи Серафима Саровского - Пуховики - Ново-Огарёво - Ельцин — президент РСФСР - Барби - Убит Раджив Ганди | - Много разных вер - Вкладыши от жвачек - Газовые баллончики - Южные Курилы - «Мерседес-600» - Путч ГКЧП - После путча ГКЧП - Боевики - Дудаев - Распад Югославии - Прослушка посольства США - Убийство Талькова - Снова Санкт-Петербург - Запрет компартии - Беловежские соглашения. СНГ - Россия вместо СССР. Уход Горбачёва - Последние народные СССР - Дипотношения с Израилем |

1992
| - Свергли Гамсахурдия. Шеварднадзе в Грузии - «Ракушки» - Шоу-бизнес - Эротическое кино - Ежедневный «Коммерсантъ» - Гайдар и его команда. «Шоковые реформы» - Казаки - Спирт «Рояль», водка «Распутин» - Чехия и Словакия - Бомжи - Фальшивые авизо - Великие князья Кирилловичи - Крым. Севастополь. Флот - «На-На». Алибасов - Цветной металл - Свобода торговли. Секонд-хенд - Процесс над КПСС - Биржи - «Санта Барбара» | - «Виндоуз» - Ларёк-палатка - Отставка Попова. Мэр Лужков - Русский «Букер» - Таджикистан. Абхазия. Приднестровье - Трубка, автоответчик, определитель - Звезда Руцкой - Частные школы и вузы - Клипы - Дети моют машины - Теннис — царский спорт - Ваучеры. Чубайс - «Мыльницы» - Телохранители. Security - Русские в Югославии - Олимпийские сборные СНГ - Сепаратизм в Татарии и Башкирии - Памперсы, тампоны, прокладки - Отставка Гайдара. Черномырдин |

1993
| - Границы открыты - Шоколадные батончики - 11 чемоданов компромата - «Новые русские» - Бомбилы - Форум в Давосе - Целители и ясновидящие - Подержанные иномарки - Алиев во главе Азербайджана. Туркменбаши - Глянец - Референдум «да-да-нет-да» - Мелирование - Приватизация квартир. Риэлторы. Евроремонт - Лайкра. Стринги. Топики - Русский «Смирновъ» | - Российские рубли. Геракл Геращенко - Театр Фоменко - РНЕ. Баркашов - Указ № 1400. Штурм Белого дома - «Белое братство» - «Гербалайф» - «ТВ-6». «НТВ» - Презентация - Гастарбайтеры - CD - Заказные убийства. Киллеры - Приехал Джексон - Новая бытовая техника - Конституция РФ. Первая Дума - Пост № 1 снят |

1994
| - Вывод войск из Германии - Английский обязателен - МЧС. Шойгу - Липовая фирма - Застрелили Квантришвили - Обменники - Русский шпион Эймс - Новые номера - Кучма и Лукашенко - Клубы - «Газель» - «Властилина». Банк «Чара» - «Утомлённые солнцем» против Тарантино - Брак Пугачёвой и Киркорова - День пограничника и ВДВ - «Орестея» - Березовский взорван в 600-м - Руанда - Стальные двери. Домофоны - Бутики. Версаче | - Ельцин пьёт и поёт. «Проспал Ирландию» - «Чёрный вторник» - Авиакатастрофы. Паром «Эстония» - «МММ» - Убит Холодов - Новое крепкое - Солженицын вернулся - Елизавета II в России - Супермаркеты - Льготы на сигареты и алкоголь - Чечня - «Аншлаг». Петросян - Чижик - Русские из НХЛ. Буре - Раскол в «Правде» - Карточки и банкоматы - Умер Ким Ир Сен - Коржаков. № 2 в Кремле - Мобильные и пейджеры |

1995
| - «Куклы» - Плееры - Солоник и Япончик - Расширение НАТО на Восток - Ту-204 - Компьютерные игры - Братва - «Балтика» - «Аум Синрикё» - Русские на шаттле - Влад Листьев убит - 50 лет Победы. Поклонная гора - Радзинский. Вульф - Шенген | - Ушёл Григорович - Землетрясение в Нефтегорске - Секс-индустрия - Реконструкция Кремля - Эффективные собственники - Курево разное - Новые доллары - Будённовск - Футбольные фанаты - Тату и пирсинг - Книжный боевик - Вторая дума. Админресурс - Убит Рабин - «Лицо кавказской национальности» |

1996
| - «Старые песни о главном» - «Десятка» - Кизляр — Первомайское - Союз с Белоруссией - Западные лекарства - Коттеджи - Кино по-новому - «Иванушки Интернешнл» - Русские в Прибалтике - Ельцин идёт на второй срок - Убит Дудаев. Ельцин в Чечне - Второй срок Лужкова. Собчак проиграл - «Макарена» - Коробка из-под ксерокса. Коржаков, Барсуков и отец-Сосковец - Караоке | - Победа после инфаркта - Реституция - Ельцина шунтируют - «Шевроле» из Елабуги. Отвёрточная сборка - Олигархи. Семибанкирщина - Падение Грозного. Хасавюрт - Йогурты. Чипсы - Детективы Марининой - Взрыв на Котляковском - Модные породы собак - «КамАЗы» на «Париж-Дакар» - Коровье бешенство - «Лего» - Магазины на диване |

1997
| - «Мумий Тролль» - Каспаров проиграл IBM - Частные «Известия» и «Комсомолка» - Тайсон откусил ухо - Пётр I. ХХС - Том Клайм - Секвестр. Деноминация - Независимая Чечня - Клонирование. Овечка Долли - Тамагочи - Немцов - Налоговые декларации - Гонконг в КНР - Наркомания | - Министр Ковалёв в бане - Телеканал «Культура» - Мультсериалы Запада и Востока - МВФ. Камдессю - Разбилась Диана - 850 лет Москве. Лужков-претендент - «Русское радио» - Связьинвест. «Союз писателей» - Аварии на «Мире». Марсоход - Новый Пост № 1 - Интернет - Упал Ан-124 - «Про это» |

1998
| - Крейсер «Пётр Великий» - Убита Старовойтова - Фастфуд. Шаурма - «Улицы разбитых фонарей». «Менты» - Отставлен Черномырдин. Кириенко — «киндер-сюрприз» - Аська - «MTV». Бивис и Баттхед - «Потому что нельзя быть на свете». «Как упоительны в России» - Клинтон и Моника - Климентьев — мэр Нижнего - Одноразовые вещи - Ураган в Москве - Шахтёры на рельсах - Губернатор Лебедь | - Виагра - «Титаник». Ди Каприо - Царские похороны - Пиночет в Англии - Всемирная история. Банк «Империал» - «Сплин» - Киргиз-казахский династический брак - Блэр. Шрёдер и Йошка - Красная икра подешевела - Нью-Васюки в Калмыкии - Ядерные Индия и Пакистан - Дефолт - Премьер Примаков - Импортозамещение |

1999
| - Дело «Мабетекс» - «Афиша» - «Generation «П»» - Пожар в Самарском УВД - Скуратов - «Хрусталёв, машину!» - НАТО бомбит Югославию. Разворот Примакова над Атлантикой - От Примакова к Степашину, минуя Аксёненко и импичмент - Земфира - «Сибирский цирюльник» - Бензиновый кризис - «Семья» - 200 лет Пушкину - Операция «Преемник». Путин: «Мочить в сортире!» | - Кафельников. Ракетка № 1 - Скандал с Bank of New York - Мюзиклы - «Ведомости» - Солнечное затмение - Умерла Раиса Горбачёва - Информационная война. Телекиллер Доренко - Взрывы домов. Буйнакск, Москва, Волгодонск. Рязанский гексоген - Басаев в Дагестане. Начало новой войны - Партия власти «Единство» - Мобилы у всех. SMS - Ельцин ушёл - «Проблема 2000» - Заокеанские президенты Прибалтики |

2000
| - Украина ворует газ - Крамник — чемпион - Алсу - Милошевич проиграл выборы - Президент Путин - Борис Акунин. Эраст Фандорин - Самокаты - Разбился «Конкорд» - Равноудаление олигархов - Взрыв на Пушкинской | - Вторая чеченская война - Нобелевский лауреат Алфёров - Пожар на башне - Отравление грибами в Воронеже - Марат Сафин - Подлодка «Курск». «Она утонула» - У России — гимн СССР - Басков - Раздел «Microsoft» - «Брат 2» |

### Том 5. 2001—2005
2001
| - Гарри Поттер - Скинхеды - Налог 13 % - Дело полковника Буданова - «Идущие вместе» - Допинг - Выдали Милошевича - Рената - Горные лыжи и дзюдо - «Википедия» - «Питерские» во власти - Кризис на «НТВ» - Суши - Болгарский царь-премьер - Уроки танцев - Бронепоезд Ким Чен Ира - Антиглобалисты - 11 сентября | - Бен Ладен. «Аль-Каида» - «Аль-Джазира» - Шахиды - Конверты с сибирской язвой - Масяня - Авиабезопасность - Украина сбила Ту-154 - Театр снова в моде - Пиар - Конец «Мира». Турист в космосе - Кустурица. Брегович - Война в Афганистане. Контртеррористическая коалиция - Цискаридзе - «За стеклом» - «200 лет вместе» - Подняли «Курск» - Мульты для взрослых детей. Шрек. Симпсоны. Корпорация монстров - «Жизнь» |

2002
| - Скандалы на Олимпиаде - «Властелин колец» - Гуантанамо - Переводы Гоблина - Коэльо. Мураками - Закуски к пиву - «Бригада» - «Ось зла» - Главный дирижёр Гергиев - Фитнес - «Тату» - Перевороты в Венесуэле - Оксана Фёдорова - ГМО - Фестиваль «Нашествие» - Патриарх против Папы - Визы в Калининград - Хаттаб уничтожен - Менеджеры. Офисный планктон - Лебедь разбился - Ле Пен во втором туре - Мины-ловушки - ЧМ в Японии и Корее. Погром на Манежной - «Идущие» против Сорокина - «Фабрика звёзд» | - Первая перепись России - Бачинский и Стиллавин - «Котлеты и мухи». «Радикальное обрезание» - Столкнулись Ту-154 и «Боинг» DHL - Панкисское ущелье - Похищение Кукуры - Красноярские выборы Хлопонина - Погиб Сергей Бодров - Убит губернатор Цветков - Наводнения и пожары - Вашингтонский снайпер - Пошлины на иномарки - Нетребко - «Норд-Ост» - Покушение на Туркменбаши - Донцова - Шнур - Кальяны - Кофейни - Танкер «Престиж» - Взрыв дискотеки на Бали - Кубок Дэвиса - Евро дороже доллара - Максим Галкин |

2003
| - Удвоение ВВП. Инфляция - «Секс в большом городе» - Шумахер - Война в Ираке - Губернатор Шварценеггер - Басков и Волочкова больше не в Большом - Смерть во время игры - «ТВ-6» — «ТВС». УЖК - Бритни Спирс - «Возвращение» - Атипичная пневмония - Теракты шахидов - 300 лет Санкт-Петербургу - Жара в Европе - Сериал «Идиот» - Президент Кадыров-ст. - Автогражданка. ОСАГО - Абрамович купил «Челси» | - Маккартни на Красной площади - Партия «Родина» - «Оборотни в погонах» - Дело ЮКОСа. Аресты Лебедева и Ходорковского - Отказы в Генпрокуратуре - Жизнь в кредит - Силовики - Губернатор Матвиенко - Коса Тузла - «Бумер» - «Революция роз» в Грузии - Президент Алиев-мл. - «Бедная Настя» - Хеллоуин. День св. Валентина - Партия власти «Единая Россия» - Годы Суркова - Абрикосов и Гинзбург — нобелевские лауреаты - Флешмоб |

2004
| - Конни - Переход на «цифру» - Нацболы. Лимонов - Рухнул «Трансвааль» - «Смешарики» - Взрывы в Мадриде - Суд присяжных - Админреформа: Касьянов — Фрадков - Сегвей - Президент Грузии Саакашвили - Гришковец - Травматические пистолеты - Наци Питера и Воронежа - Путин на второй срок - ИКЕА - Русский «Forbes». Убит Пол Хлебников - «Платоматы» - Миллиардер Батурина - Женский теннис. Шарапова - Убит Ахмат Кадыров - «Код да Винчи» | - Киркоров против «розовой кофточки» - Расширение Евросоюза. Прибалтика в НАТО - Сити - Абу-Грейб - Нападение на Назрань - Закрыли «Намедни» - Теракт на «Автозаводской». Взрыв двух самолётов. Шахидка у «Рижской» - «Ночной дозор» - Беслан - Отмена выборов губернаторов. Дума по партспискам - Зарезан швейцарский диспетчер - Вассерман - Мятеж в Карачаево-Черкесии - Умер Арафат - Рейдеры - Выборы в Абхазии - Восстания в Ираке - «Дом-2». Ксения Собчак - Оранжевая революция - Басманное правосудие. «Роснефть» вместо «ЮКОСа» - Цунами |

2005
| - Новогодние каникулы для всех - Общественная палата - Ноутбуки - Монетизация льгот - Чулпан Хаматова - Касьянов в оппозиции - Убит Масхадов - Аффтар жжот - Борьба с курением - Покушение на Чубайса - Фотошоп - «Comedy Club» - Революция в Кыргызстане - Умер Иоанн Павел II - Энергетики - Пробки в Москве. Третье кольцо - «Моя прекрасная няня». «Не родись красивой» - Восстание в Андижане - Грабовой - Суверенная демократия - «Живой журнал» - «Наши» и другие - Сгорела подстанция «Чагино» - Абрамович продал «Сибнефть» - Суды на ТВ - Зэк-публицист Ходорковский | - Русские школы на латышском - Исинбаева. 5 метров - Теракты в Лондоне - Плоские телевизоры - Укрупнение регионов - Потребительский бум - Погиб Евдокимов - Ссора с Польшей - Пластические операции - Ураган «Катрина». Затоплен Новый Орлеан - Фёдор Бондарчук. «9 рота» - Датские карикатуры на пророка - 4 ноября — День народного единства - Нападение на Нальчик - «Горбатая гора». Брак Элтона Джона - «УАЗ-Патриот» - Гламур. Рублёвка. Куршевель - Русский марш - Кубок УЕФА у «ЦСКА» - Канцлерин Меркель - Шрёдер на русской службе - Закрыт Музей кино - Погромы во Франции - Валуев - Обманутые дольщики |

### Том 6. 2006—2010
2006
| - Русский Лондон - Близнецы Качиньские - Биатлон на ТВ - Газовые войны - Рядовой Сычёв - «Остров» - Шпионский камень - Перельман - Сносная застройка - «Справедливая Россия» — вторая «партия власти» - «Новые горизонты» - Дмитрий Быков - Милошевич умер в тюрьме - «Пусть говорят» - Запреты Онищенко - Ядерные Иран и КНДР - Борьба с казино и автоматами - Гус Хиддинк - Трубу отодвинули от Байкала - «День опричника» - Ликвидирован Басаев - Разгоны гей-парадов - Рауль Кастро вместо Фиделя - Бахмина - Израиль не победил Ливан - Нанотехнологии | - Удар Зидана - G8 в Петербурге - «Борат» - Кондопога - Союзник Чавес - Застрелен Козлов - Антисоветские экранизации - Грузия — враг - Преемники Иванов и Медведев - Кражи в Эрмитаже - Политковская убита - Фигурное катание снова в моде - «Булава» - Отмена отсрочек - Саддам повешен - Канделаки и Керимов в «феррари» - Отравлен Литвиненко - YouTube - «Три кита» - Денис Мацуев - ХАМАС победил - Умер Туркменбаши - Бутово и «Речник» - Глобальное потепление - Экстремальный спорт |

2007
| - «Ирония судьбы. Продолжение» - Прохоров задержан в Куршевеле - Мюнхенская речь - iPhone - Лепс - Исторические новоделы - Чуров - Президент Чечни Рамзан Кадыров - Шесть госкорпораций - Умер Ельцин - Объединение церквей - Бронзовый солдат - Марши несогласных - Не прожить без «Made in China» - Налич - Олимпиада в Сочи - Учебник Филиппова - Петербургский форум - «Винзавод», «Гараж» и др. - Арестован Барсуков (Кумарин) - Чекистский крюк | - «Запретное искусство». Соцарт не пустили в Париж - ПРО в Польше и Чехии - Флаг на дне Арктики - Сердюков - Материнский капитал - «Охта-центр» - Национальный лидер - Дауншифтинг - Скандал с Сердючкой - Педагог Поносов - Саркози - Русский рэп - Забастовка на «Форде» - ВКонтакте. «Одноклассники» - Взорвана Бхутто - Кораблекрушения в Керченском проливе - Путин выбрал Медведева - Прохоров и Потанин разводятся - «Доктор Хаус». «Остаться в живых» / «Lost» - Бойня в Виргинском технологическом |

2008
| - Смерть Патаркацишвили - Трекеры. Торренты - Чемпионы мира по хоккею - Путин и Кабаева - Раскол Союза кинематографистов - Эмо и готы - Билан победил на «Евровидении» - Независимое Косово - ГЛОНАСС - Хипстеры - Бут арестован в Таиланде - Сомалийские пираты - Георгиевская ленточка - «Южный парк» - Тандемократия - Убит Магомед Евлоев - Мусор Неаполя - «Большая разница». «Прожекторперисхилтон» - Война с Грузией. «Принуждение к миру» | - Алладины - Большой адронный коллайдер - Умер Солженицын - Независимые Абхазия и Южная Осетия - Facebook - Президент Обама - Ямадаевы - Коля Лукашенко - Угги - Мировой кризис - «Зенит». Аршавин - Мультфильмы Петрова - «Боинг» упал на Пермь - Президент — 6 лет, Дума — 5 - Террористы в Мумбаи - Чичваркин убежал - Умер Алексий II. Патриарх Кирилл - КС переехал в Петербург - Йога |

2009
| - Органические продукты - VIP-браконьеры разбились на вертолёте - Раскрашено старое кино - Убиты Маркелов и Бабурова - Запрет ламп накаливания - Кризис в Европе. Банкроты Исландия и Латвия - Беспорядки в Молдове - Майор Дымовский - «Сапсан» - Расстрел в супермаркете. Майор Евсюков - «Сбербанк» и «Opel» - Шашлычная «Антисоветская» - Кризис в России. Пикалёво. Уралвагонзавод - Умер Майкл Джексон - Финотчёты чиновников - Убита Эстемирова - «Евровидение» в России - 31-я статья. 31-е число - Твиттер - Свиной грипп - Борьба с фальсификацией истории - Сапоги с дырками | - Черкизон - Уйгуры бунтуют - Интернет-магазины - Superjet 100 - «Аватар». 3D - БРИК - «Арктик Си» - Убит Япончик - Педофилы - Фильтры Петрика - Покушение на Евкурова - «Подстрочник» - Катастрофа на Саяно-Шушенской ГЭС - Магнитский умер в СИЗО - «Россия, вперёд!». Модернизация - В вузы по ЕГЭ - Орбакайте и Байсаров делят сына - Взрыв «Невского экспресса» - Перезагрузка - «Хромая лошадь» - В Берлускони метнули статуэткой - Электронные книги |

2010
| - Сериал «Школа» - Протесты в Калининграде. Отставка Бооса - Гаити - Наместник на Кавказе Хлопонин - Навальный. «РосПил» - Вокализ - Президент Янукович - ДТП на Ленинском - Взрывы в московском метро, Ставрополе и Владикавказе - «Северный поток» - Усыновления в США - Разбился президент Польши - Свергнут Бакиев - Взрыв платформы ВР - Второе дело ЮКОСа - «Синие ведёрки» - «Великое кино о великой войне». Никита-бесогон - Взрыв на Распадской - Эйяфьятлайокюдль - Шевчук спросил Путина - Приморские партизаны - Милиция — Полиция - Фотожабы. Демотиваторы - «… в плену у ФСБ» - Триллион откатов. Томографы - Химкинский лес - Плетнёв и тайский мальчик | - Русские шпионы в США. Анна Чапман - Дефицит гречки - Сколково - Пожары в Центральной России - Жемчужный прапорщик - Брошенные туристы - Москва в дыму - Леди Гага - «Лада-Калина» - Снят Лужков - ЧМ по футболу в ЮАР. Осьминог Пауль. Вувузелы - Егор Бычков - Чилийские шахтёры спасены - Цапки - «Marussia». Ё-мобиль - Избит Кашин - iPad - Ассанж. Викиликс - ЧМ по футболу-2018 в России. «Летс ми спик фром май харт ин инглиш» - Утилизация старых авто - Акулы в Египте - Фанаты на Манежной - Ледяной дождь - Нобелевские лауреаты Гейм и Новосёлов - Провал мультикультурализма - Дворец в Геленджике - Постшансон. Стас Михайлов. Елена Ваенга |

### Том 7. 2011—2015
2011
| - Следственный комитет. Бастрыкин - Вайфай - Запрещены лампы накаливания - «Арабская весна» - Андроид - Госуслуги. МФЦ - «Дождь» - Худи. Uniqlo - Электронные деньги - Авария на АЭС «Фукусима-1» - «Гражданин поэт» - «Анжи» Керимова - «Игра престолов» - Спикер Матвиенко - Свадьба Кейт и Уильяма - Трагедии в российской авиации - «Майнкрафт» | - Отмена зимнего времени - Парк Горького. Капков. Благоустройство - Улицкая. «Зелёный шатёр» - Путин и ботокс - Брейвик - Собянинская плитка - Затонула «Булгария» - Умер Стив Джобс - Путин пожизненно - Пояс Богородицы - Света из Иванова. «Путинги» - «Еду в Магадан» - Occupy Wall Street - Ким Чен Ын - «50 оттенков серого» - Болотная площадь. Проспект Сахарова |

2012
| - Кроссовки — фетиш - Серебренников. «Гоголь-центр» - «Pussy Riot» - Отдел полиции «Дальний» - Возрастная классификация - Единое экономическое пространство - Кризис в еврозоне - Краудфандинг - Барбершопы - Квартира и часы патриарха. «Игумен на спорткаре» - ВТО - Новая Москва - Онлайн-знакомства - Ёлка. Дорн - Путин — снова Президент. «Болотное дело» - «Вечерний Ургант» - Инстаграм | - «Бессмертный полк» - Илон Маск - Наводнение в Крымске - Волонтёры - World of Tanks - Песков - «Бурановские бабушки» - Евро-2012 - Конец света по календарю майя - Саммит АТЭС - Путин и стерхи - Блокировки в интернете - Gangnam Style - Отставка Сердюкова. Министр обороны Шойгу - «Закон Димы Яковлева». «Взбесившийся принтер» - Баумгартнер прыгнул из стратосферы |

2013
| - Война в Сирии. «ИГИЛ» - Гражданин РФ Депардье Ж. К. - «Диссернет» - Челябинский метеорит - Папа римский отрёкся - Банковский кризис на Кипре - «Легенда № 17». Данила Козловский - Скандалы в Большом - Смерть Березовского - «Россия сегодня» - «Роснефть» купила ТНК-BP. Сечин - Теракт на Бостонском марафоне - Герой Труда РФ - Платная парковка - Сноуден - Путин развёлся | - «Горько!» - Набиуллина. «Зачистка банков» - Запрет курения - Скрепы - Супершоу Первого канала - Выборы мэра Москвы. Навальный — лидер оппозиции - У Пугачёвой и Галкина двойняшки - Уберизация. Airbnb - Йотафон - Беспорядки в Бирюлёве - «Оттепель» - Наводнение на Дальнем Востоке - Закон о гей-пропаганде - Выпустили Ходорковского - «Холодное сердце» - Евромайдан |

2014
| - Олимпиада в Сочи - Ким Кардашьян - Сланцевая нефть - Meduza - На Украине свергли Януковича - Коптеры - #крымнаш - Белорусская музыка - Селфи - Дуров уехал - Эбола - Платные дороги - Война в Донбассе. Новороссия - Британский Холмс | - Челленджи - Авария в метро - Запрет мата - Эрдоган - «Формула-1» в Сочи - Сбит боинг - «Левиафан» - Санкции и контрсанкции - «Чо там у хохлов?» - Арест Евтушенкова. Отобрали «Башнефть» - Второе гражданство. ВНЖ - Комета Чурюмова-Герасименко - Киселёв и Соловьёв - Экономический кризис в России |

2015
| - Charlie Hebdo - Система «Мир» - Минские соглашения - Мессенджеры - «Платон» - Тверк - Беженцы в Европе - Убит Немцов - Стримеры. Twitch - Сажают губернаторов - Стендап без ТВ - Физлица-банкроты - Предполагаемые дочери Путина - Сенцов. Савченко | - Монстрация - Oxxxymiron. Рэп-баттлы - Мерч - Россия воюет в Сирии - Оскорбление чувств верующих - Навальный против Чаек - Нобелевская премия Алексиевич - Взорван самолёт из Египта - Допинговый скандал - ЗОЖ - Дадинская статья - Иностранные агенты. Нежелательные организации - Мария Захарова - Очередь на Серова |

### Том 8. 2016—2020
2016
| - Золотов во главе Росгвардии. Охранники-губернаторы - «Ночь длинных ковшей» - Космодром «Восточный» - Онлайн-кинотеатры - Панамское досье. Ролдугин - Pokémon Go - Арестованы Белых и Улюкаев - Коллекторы - Брекзит - Гибель детей на озере в Карелии - DDoS-атаки - Теракт на грузовике в Ницце - «Пакет Яровой» | - Олимпиада в Рио - «Полицейский с Рублёвки» - «Денег нет, но вы держитесь». Сатиры Слепакова - Полковник-миллиардер. Обыск у Бельянинова - Русские хакеры - Умер Каримов - Клипы «Экспонат» и «В Питере — пить» - Нобелевская премия Бобу Дилану - Президент Трамп - Отравления «Боярышником» - Мобильный интернет - Убийство посла России в Турции. Катастрофа Ту-154 Минобороны |

2017
| - Исаакий не передали церкви - Дудь - Ждун - «Свидетели Иеговы» — экстремисты - Голосовые помощники - Бузова - «Рик и Морти» - «Он вам не Димон» - Макрон - Взрыв в Петербургском метро - Реновация | - Мода на психотерапию - BadComedian - «АУЕ» - #MeToo - «Театральное дело» - Биткоин - 100 лет Октябрьской революции - «Аритмия» - «Зарядье». Парк Галицкого - «Матильда». «Смерть Сталина» - Каталония не вышла из Испании |

2018
| - Своё кассовое кино - Little Big - Олимпиада в Пхёнчхане - Пожар в «Зимней вишне» - Пытки - Telegram недозаблокировали - Монеточка - Революция в Армении - Отравили Скрипалей. «Петров и Боширов». «Новичок» - Дагестанская коррупция - Комедийные клипы - Мост в Крым - Китай следит за уйгурами - Электромобили - Настя Ивлеева - Рыбка, Дерипаска и Приходько | - Онлайн-сериалы - Чемпионат мира по футболу - Пригожинские. Гибель документалистов в ЦАР - Повышение пенсионного возраста - Саммит Путин — Трамп - Убийство в саудовском консульстве в Стамбуле - Споры о границе Чечни и Ингушетии - Бэнкси - Домашнее насилие. Дело сестёр Хачатурян - Отмены концертов - Расстрел в колледже в Керчи - Кокорин и Мамаев - Золотов вызвал Навального на дуэль - «Жёлтые жилеты» - Хабиб - Взрыв в Магнитогорске |

2019
| - Грета Тунберг - Протесты в Гонконге - Телеканал «Пятница!» - Мусорные протесты. Полигон в Шиесе - Лапенко - Арест Арашуковых - «Новая этика» - Горит Нотр-Дам - Онлайн-образование - Я/Мы Иван Голунов - Борис Джонсон - Суверенный интернет. Фейковые новости - Храм в сквере Екатеринбурга - «Чернобыль» | - Зумеры - Президент Зеленский - Извинения по-чеченски - «Мстители» Marvel - Назарбаев ушёл и остался - Самолёт на кукурузном поле - «Дау» - Авария «Лошарика» - Наушники без проводов - Сибирь горит - «Редакция» - Каршеринг - Выборы в Мосгордуму. «Московское дело» - Билли Айлиш |

2020
| - Премьер Мишустин - Пожары в Австралии - Ковид в Китае - Коронавирус в России и в мире - Доставка - Нефть ниже нуля - Ковид-диссиденты - Поправки к Конституции. Обнуление сроков Путина - ДТП с Ефремовым - Маск запустил пилотируемую ракету - Разлив топлива в Норильске - Главный храм Вооружённых сил - Удалёнка - Цифровой контроль - Дело Сафронова - Схиигумен захватил монастырь - Моргенштерн | - Black Lives Matter - Хабаровск за Фургала - Скринлайф - Взрыв в Бейруте - Вторая волна ковида - TikTok - Протесты в Беларуси - США против Китая - Телефонные мошенники - Отравление Навального - Самосожжение журналистки Славиной - Байден победил Трампа - Террор из-за Charlie - Вторая карабахская война - Отравление Навального. Расследования - «Глубже!». «Чики» |

### Комментарии
1. ↑  В книге (с. 24) ошибочно датировано 3-4 июля (вместо июня)
2. ↑  В книге (с. 40) название одного из двух фильмов дано с типичной ошибкой: «Пёс Барбос и НЕОБЫКНОВЕННЫЙ кросс» вместо «НЕОБЫЧНЫЙ»